# 洞坎水库
洞坎水库，位于中国广西壮族自治区罗城仫佬族自治县龙岸镇龙岸镇北源村，是北源河上游的一座中型水库，1972年动工兴建，1980年竣工蓄水。水库总库容1640万立方米。水库大坝为浆砌石重力坝，最大坝高53.5米，坝顶长109.7米，坝顶宽5.5米。水库具有年调节功能，以防洪、灌溉、发电为主。电站装机容量1280千瓦，年发电量180万千瓦时。设计灌溉面积2580公顷，实际灌溉面积667公顷。